# Drilonereis viborita
Drilonereis viborita är en ringmaskart som beskrevs av Orensanz 1990. Drilonereis viborita ingår i släktet Drilonereis och familjen Oenonidae. Inga underarter finns listade i Catalogue of Life.